# Alcyonidium protoseideum
Alcyonidium protoseideum is een mosdiertjessoort uit de familie van de Alcyonidiidae.